# بیگم

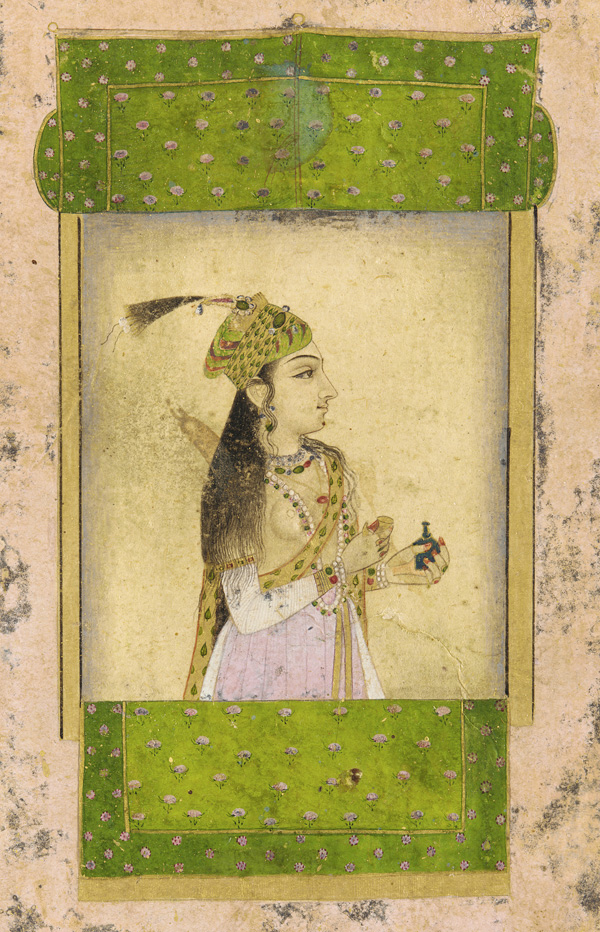
ملکه بیگم همسر محمد شاه گورکانی پادشاه مغولی هند

بِیگُم (به انگلیسی: Begum) لقبی است تُرکی، مؤنث لقب بیگ که برای زنان نجیب و محترم استفاده می‌شود. بیگم یک لقب سلطنتی و اشرافی برای زنان در آسیای مرکزی و جنوبی است و معادل زنانه عنوان «بیگ» یا «بک» است که در زبان ترکی به معنای «مقام عالی» است. بیگم معمولاً به زن یا دختر بیگ گفته می‌شود که به شکل «بیگ‌زاده» نیز مشاهده می‌شود.
در جنوب آسیا، به ویژه در پنجاب، سند، حیدرآباد، دهلی، خیبر پختونخوا و سیلهت، برای استفاده به عنوان یک لقب افتخاری برای زنان مسلمان با موقعیت اجتماعی بالا یا به عنوان یک نام خانوادگی استفاده شده‌است.